# 科恩集团
科恩集团是一家商业咨询公司，在业务发展、监管事务、交易采购和融资活动方面为企业领导提供战略建议和协助。 该公司覆盖世界的主要业务部门和关键地区，包括中东、亚太地区、拉丁美洲和欧洲。该公司总部位于美国华盛顿特区，在英国伦敦、阿拉伯联合酋长国、新德里、 北京和天津设有办事处。科恩集团还与欧华律师事务所（DLA Piper）建立了战略合作伙伴关系，欧华律师事务所是一家全球性律师事务所，在 30 个国家或地区拥有 4,200 多名律师和 71 个办事处。

## 历史
科恩集团由前美国国防部长威廉·科恩于 2001 年创立，旨在帮助跨国客户拓展海外业务。科恩集团与欧华律师事务所建立了战略联盟，欧华律师事务所是一家专门从事商业、房地产和技术领域的全球性律师事务所。2016 年 6 月，科恩加入 BBC，担任世界事务分析师，并定期出现在旗舰新闻广播 BBC World News America 和其他节目中。

## 工作人员
科恩集团的员工包括前美国政府高级官员和白宫、国务院、国防部、商务部和国会的工作人员。科恩集团最资深的员工包括：
- 詹姆斯·马蒂斯，前美国国防部长兼美国中央司令部司令
- 马克格罗斯曼，前负责政治事务的副国务卿，美国驻土耳其大使
- 约瑟夫·拉尔斯顿，前美国空军将军、北约盟军最高指挥官、参谋长联席会议副主席
- 尼古拉斯·伯恩斯，前负责政治事务的副国务卿，美国驻中国大使
- 蔡瑞德 (William Zarit)，中国美国商会理事会主席
- Jeffrey Davidow，前美国驻赞比亚大使、美国驻委内瑞拉大使、美国驻墨西哥大使
- Paul J. Kern，前美国陆军上将，陆军装备司令部司令，陆军研究、开发和采购高级顾问
- James Loy，前美国海岸警卫队海军上将，国土安全部副部长，运输安全管理局局长，海岸警卫队指挥官
- Harry Raduege，前美国空军中将，国防信息系统局局长，联合特遣部队-全球网络行动指挥官
- 乔治·罗伯逊，艾伦港的罗伯逊男爵，前北约秘书长和英国国防大臣
- Joseph Yakovac，前美国陆军中将、陆军采购兵团主任和负责采购、后勤和技术的陆军助理部长的军事副手

## 链接
科恩集团中国官网：https://www.cohengroup.net/the-cohen-group-about-us-china （页面存档备份，存于）